# Calcio Lecco 1912 2019-2020
Questa voce raccoglie le informazioni riguardanti il Calcio Lecco 1912 nelle competizioni ufficiali della stagione 2019-2020.

## Stagione
Nella stagione 2019-2020 il Lecco disputa il girone A del campionato di Serie C. Un torneo anomalo giocato in piena pandemia da Covid-19, disputato fino alla 26ª giornata con diverse partite giocate senza pubblico, poi sospeso per l'aggravarsi della situazione socio-sanitaria. L'8 giugno 2020, quattro mesi dopo la sospensione, il Consiglio Federale decide di omologare il campionato al momento della sospensione. Il Monza viene promosso in Serie B, vengono stabiliti i Play-off ed i Play-out, in base alla classifica della 26ª giornata. Il Lecco aveva 28 punti con il quindicesimo posto. Quindi chiude così la stagione mantenendo la categoria, tre punti sulla zona Play-out. Per le prime sette giornate i lariani sono stati allenati da Marco Gaburro, poi sostituito con Gaetano D'Agostino fino al momento della sospensione. Ad agosto 2019 i celesteblù hanno disputato la Coppa Italia di Serie C vincendo il girone B di qualificazione, davanti a Giana Erminio e Albinoleffe, poi il 9 ottobre nei sedicesimi sono stati eliminati dalla Feralpisalò che si è imposta (1-0).

## Divise e sponsor
Il fornitore tecnico della stagione 2019-2020 è Legea. Lo sponsor di maglia è Cantine Pirovano.
| Casa | Trasferta | Terza divisa |

## Rosa
| N. |                   | Ruolo | Calciatore                 |
| -- | ----------------- | ----- | -------------------------- |
| 1  | Grecia (bandiera) | P     | Alexandros Safarikas       |
| 2  | Italia (bandiera) | D     | David Magonara             |
| 3  | Italia (bandiera) | D     | Lorenzo Vignati            |
| 4  | Italia (bandiera) | D     | Giuseppe Agostinone        |
| 4  | Italia (bandiera) | D     | Fabrizio Carboni           |
| 4  | Italia (bandiera) | D     | Alessio Milillo            |
| 5  | Italia (bandiera) | C     | Federico Marchesi          |
| 6  | Italia (bandiera) | C     | Andrea Migliorini          |
| 7  | Italia (bandiera) | C     | Luca Giudici               |
| 8  | Italia (bandiera) | C     | Nicola Segato              |
| 9  | Italia (bandiera) | A     | Matteo Chinellato          |
| 10 | Italia (bandiera) | C     | Jordan Pedrocchi           |
| 11 | Italia (bandiera) | A     | Simone D'Anna              |
| 12 | Italia (bandiera) | P     | Alessandro Bacci           |
| 13 | Italia (bandiera) | D     | Andrea Malgrati (capitano) |
| 16 | Mali (bandiera)   | D     | Ali Samake                 |
| 17 | Italia (bandiera) | A     | Riccardo Forte             |
| 18 | Italia (bandiera) | D     | Matteo Procopio            |
| 19 | Italia (bandiera) | D     | Ivan Merli Sala            |

| N. |                    | Ruolo | Calciatore           |
| -- | ------------------ | ----- | -------------------- |
| 20 | Italia (bandiera)  | A     | Riccardo Capogna     |
| 21 | Italia (bandiera)  | A     | Giancarlo Lisai      |
| 22 | Italia (bandiera)  | P     | Ferat Jusufi         |
| 23 | Italia (bandiera)  | C     | Jacopo Scaccabarozzi |
| 23 | Italia (bandiera)  | A     | Walid Cheddira       |
| 24 | Italia (bandiera)  | D     | Lorenzo Carissoni    |
| 25 | Italia (bandiera)  | A     | Claudio Maffei       |
| 26 | Italia (bandiera)  | A     | Rilind Nivokazi      |
| 27 | Italia (bandiera)  | C     | Federico Nacci       |
| 29 | Senegal (bandiera) | A     | Ameth Fall           |
| 28 | Italia (bandiera)  | C     | Marco Moleri         |
| 31 | Italia (bandiera)  | D     | Alessandro Bastrini  |
| 32 | Italia (bandiera)  | C     | Andrea Pastore       |
| 33 | Italia (bandiera)  | D     | Mattia Alborghetti   |
| 34 | Italia (bandiera)  | C     | Nicola Strambelli    |
| 35 | Italia (bandiera)  | A     | Maikol Negro         |
| 36 | Italia (bandiera)  | C     | Francesco Bolzoni    |
| 37 | Gambia (bandiera)  | C     | Yusupha Bobb         |
| 38 | Italia (bandiera)  | P     | Alessandro Livieri   |

## Calciomercato

### Sessione estiva(dall'1/7 al 2/9)
| Acquisti | Acquisti             | Acquisti | Acquisti   |
| R.       | Nome                 | da       | Modalità   |
| -------- | -------------------- | -------- | ---------- |
| P        | Alessandro Bacci     | Ascoli   | svincolato |
| D        | Lorenzo Carissoni    | Torino   | prestito   |
| D        | Matteo Procopio      | Torino   | prestito   |
| D        | Ali Samake           | Torino   | prestito   |
| D        | Lorenzo Vignati      | Ascoli   | prestito   |
| C        | Luca Giudici         | Monza    | prestito   |
| C        | Federico Marchesi    | Monza    | prestito   |
| C        | Andrea Migliorini    | Cavese   | svincolato |
| C        | Federico Nacci       | Pisa     | prestito   |
| C        | Jacopo Scaccabarozzi | Piacenza | svincolato |
| A        | Mattia Chinellato    | Padova   | svincolato |
| A        | Claudio Maffei       | Pisa     | prestito   |
| A        | Rilind Nivokazi      | Atalanta | prestito   |

| Cessioni | Cessioni             | Cessioni           | Cessioni      |
| R.       | Nome                 | a                  | Modalità      |
| -------- | -------------------- | ------------------ | ------------- |
| P        | Graziano Belladonna  | Palermo            | fine prestito |
| D        | Gabriel Corna        | Renate             | fine prestito |
| D        | Edoardo Di Bella     | Casatese           | svincolato    |
| D        | Andrea Nocerino      |                    | svincolato    |
| D        | Stefano Ruiu         | Cagliari           | fine prestito |
| C        | Ibrahim Ba           |                    | svincolato    |
| C        | Samuele Dragoni      | Crema              | svincolato    |
| C        | Gianmarco Meneghetti | Union Clodiense CS | svincolato    |
| C        | Guille Pérez         |                    | svincolato    |
| C        | Mattia Poletto       | Mestre             | svincolato    |
| A        | Gianluca Draghetti   |                    | svincolato    |
| A        | Aiman Napoli         |                    | svincolato    |
| A        | Michele Silvestro    | Vibonese           | fine prestito |
| A        | Nicolò Vai           | Novara             | fine prestito |

### Operazioni tra le due sessioni
| Acquisti | Acquisti          | Acquisti | Acquisti   |
| R.       | Nome              | da       | Modalità   |
| -------- | ----------------- | -------- | ---------- |
| C        | Yusupha Bobb      |          | svincolato |
| C        | Nicola Strambelli |          | svincolato |
| A        | Maikol Negro      |          | svincolato |

| Cessioni | Cessioni         | Cessioni | Cessioni   |
| R.       | Nome             | a        | Modalità   |
| -------- | ---------------- | -------- | ---------- |
| D        | Fabrizio Carboni |          | svincolato |

### Sessione invernale(dal 2/1 al 31/1)
| Acquisti | Acquisti            | Acquisti            | Acquisti   |
| R.       | Nome                | da                  | Modalità   |
| -------- | ------------------- | ------------------- | ---------- |
| P        | Alessandro Livieri  | Pisa                | prestito   |
| D        | Giuseppe Agostinone | Alessandria         | svincolato |
| D        | Alessio Milillo     | Viterbese Castrense | definitivo |
| C        | Francesco Bolzoni   | Bari                | prestito   |
| A        | Walid Cheddira      | Parma               | prestito   |
| A        | Riccardo Forte      | Milan               | prestito   |

| Cessioni | Cessioni             | Cessioni | Cessioni   |
| R.       | Nome                 | a        | Modalità   |
| -------- | -------------------- | -------- | ---------- |
| D        | Lorenzo Vignati      |          | svincolato |
| C        | Jacopo Scaccabarozzi | Renate   | prestito   |
| A        | Matteo Chinellato    | Imolese  | definitivo |

## Risultati

### Serie C

#### Girone di andata
| Arbitro: | Saia (Palermo) |

|                                       |           |              |
| Borghini 4’ Cutolo 10’ M. Rolando 28’ | Marcatori | 57’ Marchesi |

| Arbitro: | Collu (Cagliari) |

|                             |           |  |
| Moleri 51’ Chinellato 90+2’ | Marcatori |  |

| Arbitro: | Kumara (Verona) |

|                                              |           |  |
| Bortolussi 8’ Schiavi 84’ (rig.) Peralta 88’ | Marcatori |  |

| Arbitro: | Pascarella (Nocera Inferiore) |

|  |           |                           |
|  | Marcatori | 14’ Cesarini 42’ Arrigoni |

| Arbitro: | Natilla (Molfetta) |

|  |           |                                     |
|  | Marcatori | 18’ Anastasio 49’ Mosti 87’ Chiricò |

| Arbitro: | Centi (Viterbo) |

|             |           |                          |
| Franchi 82’ | Marcatori | 22’ Pedrocchi 87’ Segato |

| Arbitro: | Fontani (Siena) |

|  |           |                    |
|  | Marcatori | 45’, 90’ Chiarello |

| Arbitro: | Petrella (Viterbo) |

|                 |           |  |
| Mastroianni 10’ | Marcatori |  |

| Arbitro: | Catanoso (Reggio Calabria) |

|                       |           |                            |
| Strambelli 12’ (rig.) | Marcatori | 7’, 33’ Rinaldini 21’ Udoh |

| Arbitro: | Cherchi (Carbonia) |

|                                  |           |  |
| Giorgione 3’ Genevier 63’ (rig.) | Marcatori |  |

| Arbitro: | Marotta (Sapri) |

|               |           |              |
| Capogna 90+4’ | Marcatori | 54’ Olivieri |

| Arbitro: | Ricci (Firenze) |

|         |           |            |
| Ganz 6’ | Marcatori | 86’ Moleri |

| Arbitro: | Virginio (Trapani) |

|  |           |                          |
|  | Marcatori | 39’ Giudici 90+2’ D'Anna |

| Arbitro: | Cascone (Nocera Inferiore) |

|  |           |                                |
|  | Marcatori | 71’ Guglielmotti 74’ Galuppini |

| Arbitro: | Luciani (Roma) |

|                                   |           |          |
| Caponi 55’ De Cenco 61’, 84’, 86’ | Marcatori | 22’ Fall |

| Arbitro: | Carella (Bari) |

|            |           |             |
| D'Anna 78’ | Marcatori | 55’ Cortesi |

| Arbitro: | Cosso (Reggio Calabria) |

|  |           |                         |
|  | Marcatori | 18’ Merli Sala 90’ Fall |

| Arbitro: | Maranesi (Ciampino) |

|                          |           |  |
| Negro 15’ Strambelli 51’ | Marcatori |  |

| Pistoia 15 dicembre 2019, ore 17:45 CET 19ª giornata | Pistoiese           | 0 – 0 referto | Lecco | Stadio Marcello Melani (710 spett.)\| Arbitro: \| Di Marco (Ciampino) \| |
| Arbitro:                                             | Di Marco (Ciampino) |               |       |                                                                          |

#### Girone di ritorno
| Arbitro: | Arace (Lugo di Romagna) |

|                             |           |                          |
| Strambelli 21’ Procopio 48’ | Marcatori | 63’ Cutolo 90+1’ G. Gori |

| Arbitro: | Costanza (Agrigento) |

|                     |           |            |
| S. Rosso 44’ (rig.) | Marcatori | 8’ Capogna |

| Arbitro: | N. Marini (Trieste) |

|                             |           |                                   |
| D'Anna 41’, 68’ Capogna 66’ | Marcatori | 28’ Cagnano 86’ (rig.) Bortolussi |

| Arbitro: | D'Ascanio (Ancona) |

|                     |           |                       |
| Arrigoni 69’ (rig.) | Marcatori | 75’ (rig.) Strambelli |

| Arbitro: | Rutella (Enna) |

|                                                  |           |  |
| T. Morosini 12’ Mota 17’ Mosti 45+1’ Finotto 84’ | Marcatori |  |

| Arbitro: | Donda (Cormons) |

|                               |           |             |
| Carissoni 16’, 38’ D'Anna 23’ | Marcatori | 47’ Morello |

| Arbitro: | Zucchetti (Siena) |

|                      |           |          |
| Cosenza 9’ Celia 44’ | Marcatori | 54’ Bobb |

| Lecco 11 marzo 2020 27ª giornata | Lecco | – (annullata) | Pro Patria | Stadio Rigamonti-Ceppi |

| Grosseto 18 marzo 2020 28ª giornata | Pianese | – (annullata) | Lecco | Stadio Carlo Zecchini |

| Lecco 1º aprile 2020 29ª giornata | Lecco | – (annullata) | AlbinoLeffe | Stadio Rigamonti-Ceppi |

| Alessandria 14 aprile 2020 30ª giornata | Juventus U23 | – (annullata) | Lecco | Stadio Giuseppe Moccagatta |

| Lecco 15 marzo 2020 31ª giornata | Lecco | – (annullata) | Como | Stadio Rigamonti-Ceppi |

| Lecco 22 marzo 2020 32ª giornata | Lecco | – (annullata) | Carrarese | Stadio Rigamonti-Ceppi |

| Meda 25 marzo 2020 33ª giornata | Renate | – (annullata) | Lecco | Stadio Città di Meda |

| Lecco 29 marzo 2020 34ª giornata | Lecco | – (annullata) | Pontedera | Stadio Rigamonti-Ceppi |

| Gorgonzola 5 aprile 2020 35ª giornata | Giana Erminio | – (annullata) | Lecco | Stadio comunale Città di Gorgonzola |

| Lecco 11 aprile 2020 36ª giornata | Lecco | – (annullata) | Gozzano | Stadio Rigamonti-Ceppi |

| Olbia 19 aprile 2020 37ª giornata | Olbia | – (annullata) | Lecco | Stadio Bruno Nespoli |

| Lecco 26 aprile 2020 38ª giornata | Lecco | – (annullata) | Pistoiese | Stadio Rigamonti-Ceppi |

### Coppa Italia Serie C

#### Fase a gironi
| Arbitro: | Arace (Lugo di Romagna) |

|            |           |                     |
| D'Anna 82’ | Marcatori | 90+1’, 90+7’ Mutton |

| Arbitro: | Frascaro (Firenze) |

|             |           |                        |
| Sibilli 35’ | Marcatori | 45’ Maffei 48’ Capogna |

#### Fase a eliminazione diretta
| Arbitro: | Maggio (Lodi) |

|             |           |  |
| Mordini 10’ | Marcatori |  |

## Statistiche

### Statistiche di squadra
| Competizione         | Punti | In casa | In casa | In casa | In casa | In casa | In casa | In trasferta | In trasferta | In trasferta | In trasferta | In trasferta | In trasferta | Totale | Totale | Totale | Totale | Totale | Totale | D.R. |
| Competizione         | Punti | G       | V       | N       | P       | Gf      | Gs      | G            | V            | N            | P            | Gf           | Gs           | G      | V      | N      | P      | Gf     | Gs     | D.R. |
| -------------------- | ----- | ------- | ------- | ------- | ------- | ------- | ------- | ------------ | ------------ | ------------ | ------------ | ------------ | ------------ | ------ | ------ | ------ | ------ | ------ | ------ | ---- |
| Serie C              | 28    | 12      | 4       | 3       | 5       | 15      | 19      | 14           | 3            | 4            | 7            | 12           | 23           | 26     | 7      | 7      | 12     | 27     | 42     | -15  |
| Coppa Italia Serie C | 3     | 1       | 0       | 0       | 1       | 1       | 2       | 2            | 1            | 0            | 1            | 2            | 2            | 3      | 1      | 0      | 2      | 3      | 4      | -1   |
| Totale               | 31    | 13      | 4       | 3       | 6       | 16      | 21      | 16           | 4            | 4            | 8            | 14           | 25           | 29     | 8      | 7      | 14     | 30     | 46     | -16  |

### Andamento in campionato
| Giornata  | 1  | 2 | 3  | 4  | 5  | 6  | 7  | 8  | 9  | 10 | 11 | 12 | 13 | 14 | 15 | 16 | 17 | 18 | 19 | 20 | 21 | 22 | 23 | 24 | 25 | 26 | 27 | 28 | 29 | 30 | 31 | 32 | 33 | 34 | 35 | 36 | 37 | 38 |
| --------- | -- | - | -- | -- | -- | -- | -- | -- | -- | -- | -- | -- | -- | -- | -- | -- | -- | -- | -- | -- | -- | -- | -- | -- | -- | -- | -- | -- | -- | -- | -- | -- | -- | -- | -- | -- | -- | -- |
| Luogo     | T  | C | T  | C  | C  | T  | C  | T  | C  | T  | C  | T  | T  | C  | T  | C  | T  | C  | T  | C  | T  | C  | T  | T  | C  | T  | C  | T  | C  | T  | C  | C  | T  | C  | T  | C  | T  | C  |
| Risultato | P  | V | P  | P  | P  | V  | P  | P  | P  | P  | N  | N  | V  | P  | P  | N  | V  | V  | N  | N  | N  | V  | N  | P  | V  | P  | –  | –  | –  | –  | –  | –  | –  | –  | –  | –  | –  | –  |
| Posizione | 16 | 7 | 15 | 15 | 18 | 17 | 18 | 18 | 18 | 19 | 19 | 18 | 18 | 18 | 16 | 17 | 16 | 16 | 16 | 15 | 16 | 15 | 14 | 15 | 15 | 15 | –  | –  | –  | –  | –  | –  | –  | –  | –  | –  | –  | –  |

Legenda:

Luogo: C = Casa; T = Trasferta. Risultato: V = Vittoria; N = Pareggio; P = Sconfitta.